# Saint-Sauveur (Somme)
Saint-Sauveur (picardisch: Saint-Sauveu) ist eine nordfranzösische Gemeinde mit 1336 Einwohnern (Stand 1. Januar 2022) im Département Somme in der Region Hauts-de-France. Die Gemeinde liegt im Arrondissement Amiens, ist Teil der Communauté de communes Nièvre et Somme und gehört zum Kanton Ailly-sur-Somme.

## Geographie
Saint-Sauveur liegt rund fünf Kilometer nordwestlich von Amiens zwischen La Chaussée-Tirancourt und Argœuves am rechten (nördlichen) Ufer der Somme, deren Tal von Teichen durchsetzt ist, gegenüber von Ailly-sur-Somme, mit dem es über eine Brücke verbunden ist, an der Départementsstraße D191. Die Départementsstraße D1001 umgeht die Gemeinde im Norden. Nördlich erstreckt sich das Gemeindegebiet bis über die Autoroute A16 und die Départementsstraße D12 (Abschnitt der historischen Chaussée Brunehaut) hinaus an die Grenze zu den Gemeinden Saint-Vaast-en-Chaussée und Vaux-en-Amiénois.

## Einwohner
| 1962 | 1968 | 1975 | 1982 | 1990 | 1999 | 2006 | 2018 |
| ---- | ---- | ---- | ---- | ---- | ---- | ---- | ---- |
| 1034 | 1173 | 1371 | 1410 | 1557 | 1526 | 1414 | 1356 |

## Sehenswürdigkeiten

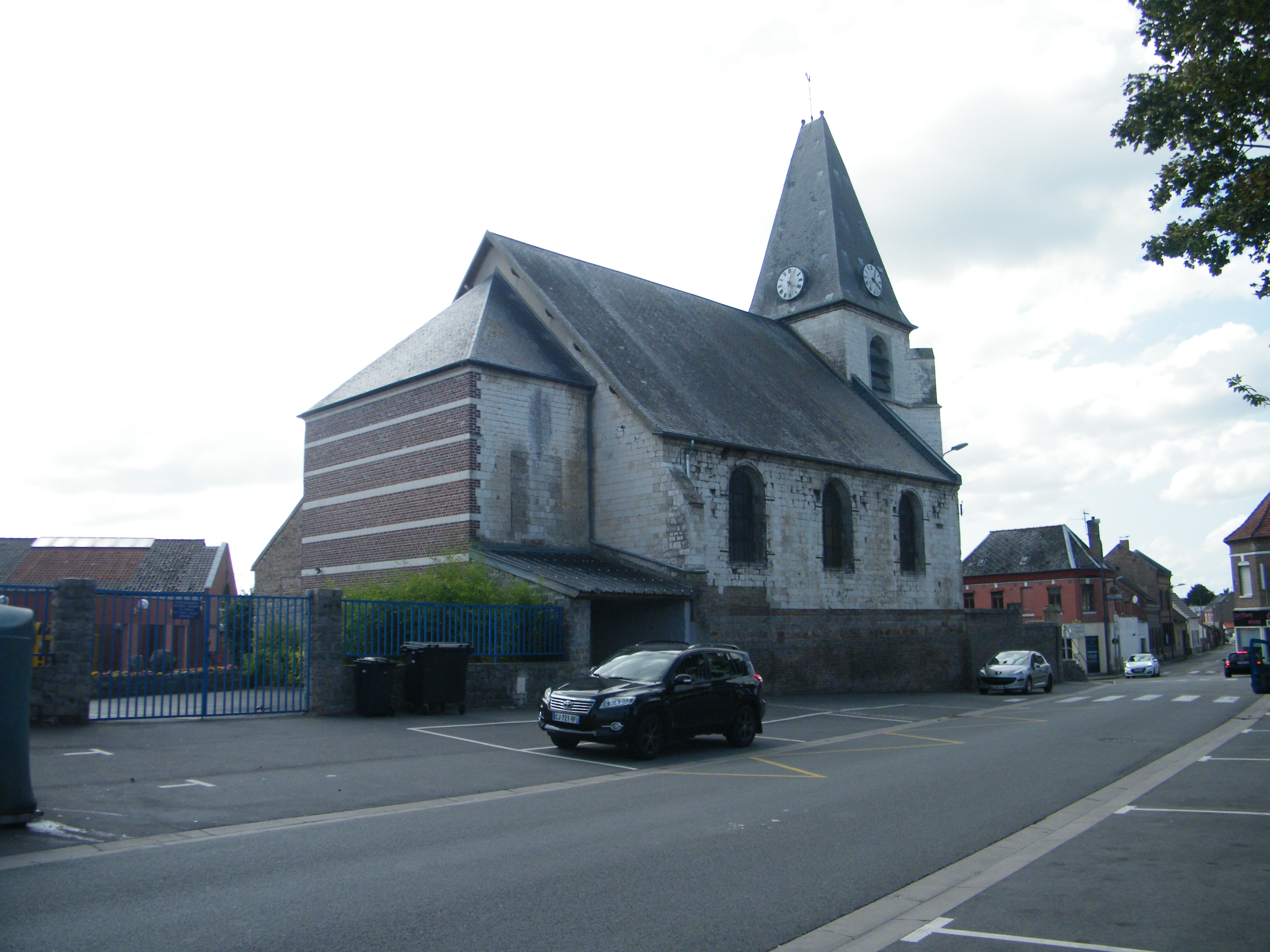
Kirche Notre-Dame-de-la-Trinité

- Kirche Notre-Dame-de-la-Trinité[1]

## Persönlichkeiten
- René Boulanger, Widerstandskämpfer, 1897 hier geboren, nach Deportation 1942 in Auschwitz ums Leben gekommen.